# Juan del Castillo
Pour les articles homonymes, voir Del Castillo.
Juan del Castillo (en français Jean de Castille), né le 14 septembre 1596 à Belmonte, en Castille (Espagne) et mort (assassiné) le 17 novembre 1628 à Yjuhi (Asuncion, Paraguay), était un prêtre jésuite espagnol, missionnaire dans les réductions du Paraguay.  Assassiné deux jours après Roque González, il est considéré comme martyr et fut canonisé par Jean-Paul II en 1988.

## Biographie

### Jeunesse et formation
Né le 14 septembre 1596 à Belmonte, dans la région de Tolède en Espagne, Juan del Castillo se destine à la profession de juriste. Pour ce faire, il entre à l’université d’Alcala mais se découvre, au début de son parcours, un tout autre but. C'est ainsi que, entré très jeune à la Compagnie de Jésus, il est admis le 21 mars 1614 dans un noviciat à Madrid avec comme perspective d’être ordonné prêtre.
En novembre 1616, il est envoyé avec Alonso Rodríguez-Olmedo en Amérique du Sud. Arrivé à Buenos Aires le 15 février 1617, il se rend à Cordoba pour poursuivre ses études. Il est enfin ordonné en 1625.

### Mission au Paraguay

#### Contexte
Les jésuites arrivent à Asuncion en 1588 et créent les réductions du Paraguay parmi les indiens Guaranis en 1609. Mais attention, la province jésuite du Paraguay ne correspond pas aux frontières actuelles. Elle comprend en effet les actuels Paraguay, Uruguay, Argentine, une petite partie de la Bolivie et du Brésil Leur but est de protéger les indigènes des colons portugais. Les missionnaires se sont ainsi très vite attiré l’hostilité de ceux-ci.

#### Mission
Juan del Castillo commence son travail de missionnaire une fois ordonné. Il est emmené à Yjuhi par le père Roque Gonzales qui le laisse vite à la tête de cette réduction pour aller en fonder une nouvelle. Là-bas, il aidera à la christianisation des Guaranis, notamment en apprenant aux plus jeunes à lire et à écrire, etc.

#### Mort
Juan del Castillo est assassiné le 17 novembre 1628 à Yjuhi, deux jours après ses compagnons, les pères Roque Gonzalez et Alonso Rodriguez. En effet, le sorcier Nezu, chef de la région environnante, est hostile à leurs efforts de christianisation et condamne tous les missionnaires. Il ordonne dès lors à ses hommes d’assassiner les trois religieux et condamne tous les missionnaires en général.
Il se fait assassiner dans la forêt, mais sera ramené et enterré avec ses compagnons dans la réduction de l’Immaculée conception.

## Reconnaissance publique
Juan Del Castillo, ainsi que Roque Gonzalez de Santa Cruz et Alfonso Rodriguez furent béatifiés par le pape Pie XI en 1934. Ils furent aussi tous les 3 canonisés le lundi 16 mai 1988 par Jean-Paul II.
Extrait de l’homélie de Jean-Paul II durant la canonisation de Juan Del Castillo, Alfonso Rodriguez et Roque Gonzalez de Santa Cruz le 16 mai 1988 à Asuncion (Paraguay) :
"Il y a peu de temps, au moment d’avoir sollicité officiellement la canonisation des prêtres Roque González de Santa Cruz, Alphonse Rodríguez et Juan del Castillo, c’est passée un résumé de sa vie sainte, ainsi que des mérites et des grâces célestes avec lesquelles le Seigneur a voulu les orner. Dans ceux-ci, et en présence des fruits qu'ils ont obtenus dans ses tâches de diffusion de la vérité chrétienne et de la promotion humaine, nous reconnaissons les signaux authentiques des apôtres, dont la vie est solidement édifiée dans l'imitation de Christ."